# オラフ・イッテンバッハ
- オルフ・イッテンビッチ

オラフ・イッテンバッハ（ドイツ語: Olaf Ittenbach,1969年 - ）は、ドイツ・バイエルン州出身の映画監督、脚本家、映画プロデューサー、特殊効果スタッフ、特殊メイクアップアーティスト、俳優である。元歯科技工士。

## 作風
ホラー映画、スプラッター映画を数多く手掛けており、過激な残虐描写を特徴とする。
1992年、23歳の時に製作・監督した『バーニング・ムーン』では、ありとあらゆる暴力と残虐描写の限りを尽くした結果、ドイツ当局の検閲で「暴力を賛美している」として起訴され、ノーカット版フィルムの国内発禁処分を命じられた。本国ドイツにおいては18歳未満への鑑賞禁止指定や残虐描写をカットされるという規制を受けるが、ノーカット版のDVDやブルーレイディスクは発売されている。
2001年に『ゾンヴァイア/死霊大血戦』でハリウッドデビューしたのち、『ビヨンド・ザ・リミット』や『ハウス・オブ・ブラッド』のように、アメリカ合衆国との共同資本で映画を製作する機会が増えた。
特殊効果や特殊メイクも担当し、ウーヴェ・ボルの映画に参加することもある。

## 私生活
2004年にマルティーナ・シュースター（Martina Schuster）と結婚するも、2010年に離婚。
2012年に再婚した。

## 監督作品
- Black Past (1989)　監督・脚本・特殊メイク・視覚効果・製作・出演
- バーニング・ムーン The Burning Moon (1992)　監督・脚本・特殊メイク・視覚効果・照明・モデルアニメーション・ロケーション・スカウティング・スタント・出演
- 新ゾンビ Premutos - Der gefallene Engel (1997)　監督・脚本・製作・特殊効果・配役・制作進行・スタント・出演
- Riverplay (2000)　監督・脚本・製作・配役・制作進行
- ゾンヴァイア/死霊大血戦 Legion of the Dead (2001)　監督・脚本
- Evil Rising (2002)　監督・特殊効果監修
- ビヨンド・ザ・リミット Beyond the Limits (2003)　監督・脚本・製作・特殊メイク・音響効果
- Garden of Love (2003)　監督・脚本・製作総指揮・特殊メイク・音響効果・経理・出演
- ハウス・オブ・ブラッド Chain Reaction/House of Blood (2006)　監督・脚本・製作総指揮・特殊メイク・音響効果・経理・出演
- Familienradgeber (2006)　監督・脚本・製作・出演
- ダード・ディボース Dard Divorce (2007)　監督・脚本・製作・特殊メイク・音響効果
- Familienradgeber 2 (2009)　監督・脚本・製作・特殊効果・出演
- No Reason (2010)　監督・脚本・製作・特殊メイク・音響効果・出演(エキストラ)
- Legend of Hell (2012)　監督・脚本・製作
- Savage Love (2012)　監督・脚本・製作・特殊メイク・音響効果・カラー・グレーディング・出演(エキストラ)
- 5 Seosons (2015)　監督・脚本・製作・特殊メイク・視覚効果
- God Forsaken (未定)　監督・脚本・製作・特殊メイク

## 監督以外の作品
- Apres-Ski (1999)　特殊メイク・特殊効果
- Mutation 2 - Generation Dead (2001)　特殊効果監修・出演
- Deuteronomium: Das jungste Gericht (2003)　特殊効果・音響効果
- Rigor Mortis - The Final Colours (2003)　特殊効果監修・出演
- Space Wolf (2003)　出演
- Killerbus (2004)　特殊効果
- ブラッドレイン BloodRayne (2005)　特殊メイク・特殊効果監修・第二班監督
- Angel of Death 2 (2007)　特殊メイク・特殊効果
- SHOCKER ショッカーSeed (2007)　第二班監督
- バリケード Barricade (2007)　特殊効果
- Mutation - Annihilation (2007)　出演
- Tunnel Rats (2008)　特殊効果監修
- Beyond Remedy (2009)　特殊メイク監修
- Prison of Hell: K3 (2009)　特殊メイク・特殊効果
- La petite mort (2009)　特殊効果
- Der letzte Angestellte (2010)　特殊効果監修
- La isla (2010)　特殊メイク
- Sex, Dogz and Rock n Roll (2011)　特殊メイク・特殊効果・火薬効果
- Yellow (2012)　特殊効果
- Help me I am Dead - Die Geschichte der Anderen (2013)　特殊メイク
- Terror Creek (2014)　特殊効果

## 参考
1. 1 2  “Olaf Ittenbach Biography”.   Internet Movie Database. 2020年11月19日閲覧。